# Storåstjärnen (Bollnäs socken, Hälsingland)
Storåstjärnen är en sjö i Bollnäs kommun i Hälsingland och ingår i Testeboåns huvudavrinningsområde.